# لويز فيرمينو
لويز فيرمينو دي كارفالو جونيور (بالإنجليزية: Luiz Firmino de Carvalho Júnior؛ مواليد 18 مارس 1982) هو مُقاتل فنون قتالية مختلطة برازيلي.

## وصلات خارجية
- لويز فيرمينو على موقع شيردوغ (الإنجليزية)
- لويز فيرمينو على موقع IMDb (الإنجليزية)